# Lingayatismo

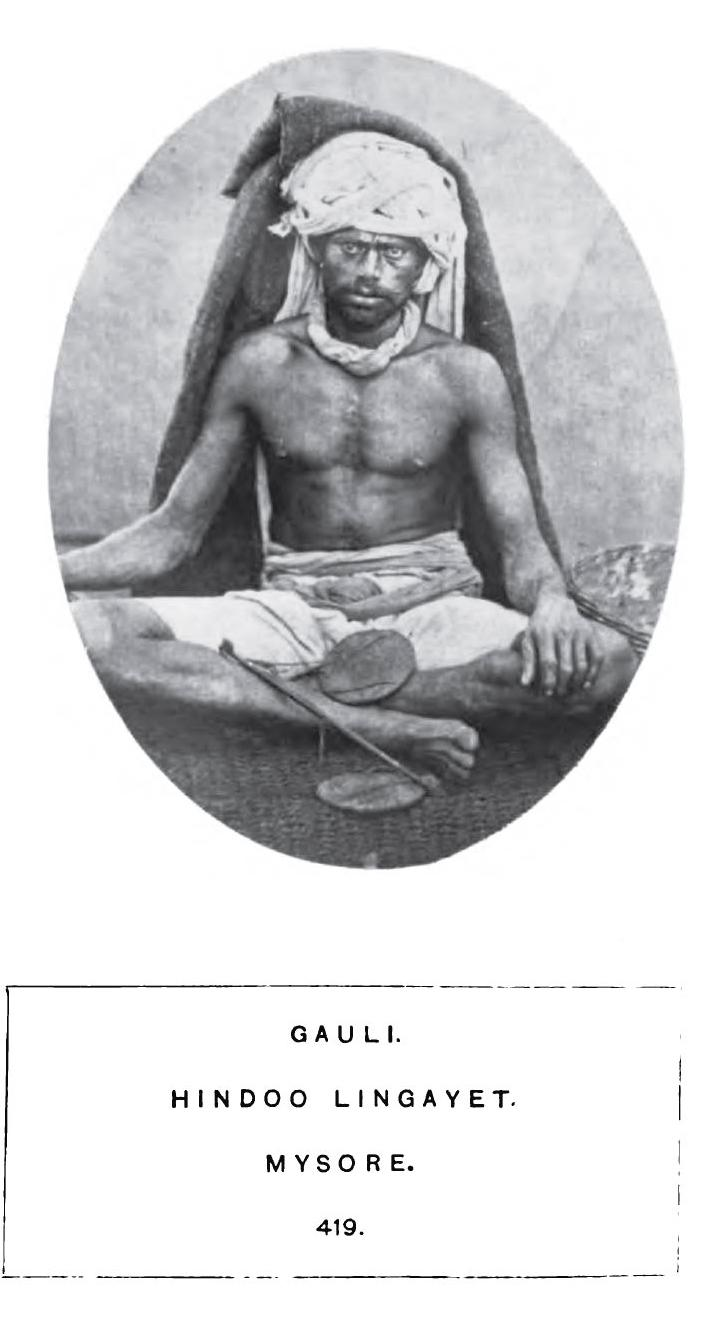
Un lingayat gauli de Karnataka (1875).

El lingayatismo, también conocido como virashivaísmo, es una denominación shivaísta de la India. Hace diversas desviaciones del hinduismo común y expone un monoteísmo a través de veneración centrada en Shiva. También rechaza la autoridad de los Vedas y el sistema de castas. 
Los adherentes a esta fe son conocidos como lingayats. El término deriva de Lingavantha en lengua kannada, significando "aquel que viste lingam en su cuerpo".
Basava o Basavanna, también conocido como Mahatma Basaveshwara, fue un reformador social y humanitario quien fue el principal responsable en expandir esta religión en el siglo XII.